# Jorge Borrás
Pour les articles homonymes, voir Borrás.
 (janvier 2017).
Si vous disposez d'ouvrages ou d'articles de référence ou si vous connaissez des sites web de qualité traitant du thème abordé ici, merci de compléter l'article en donnant les références utiles à sa vérifiabilité et en les liant à la section « Notes et références ».

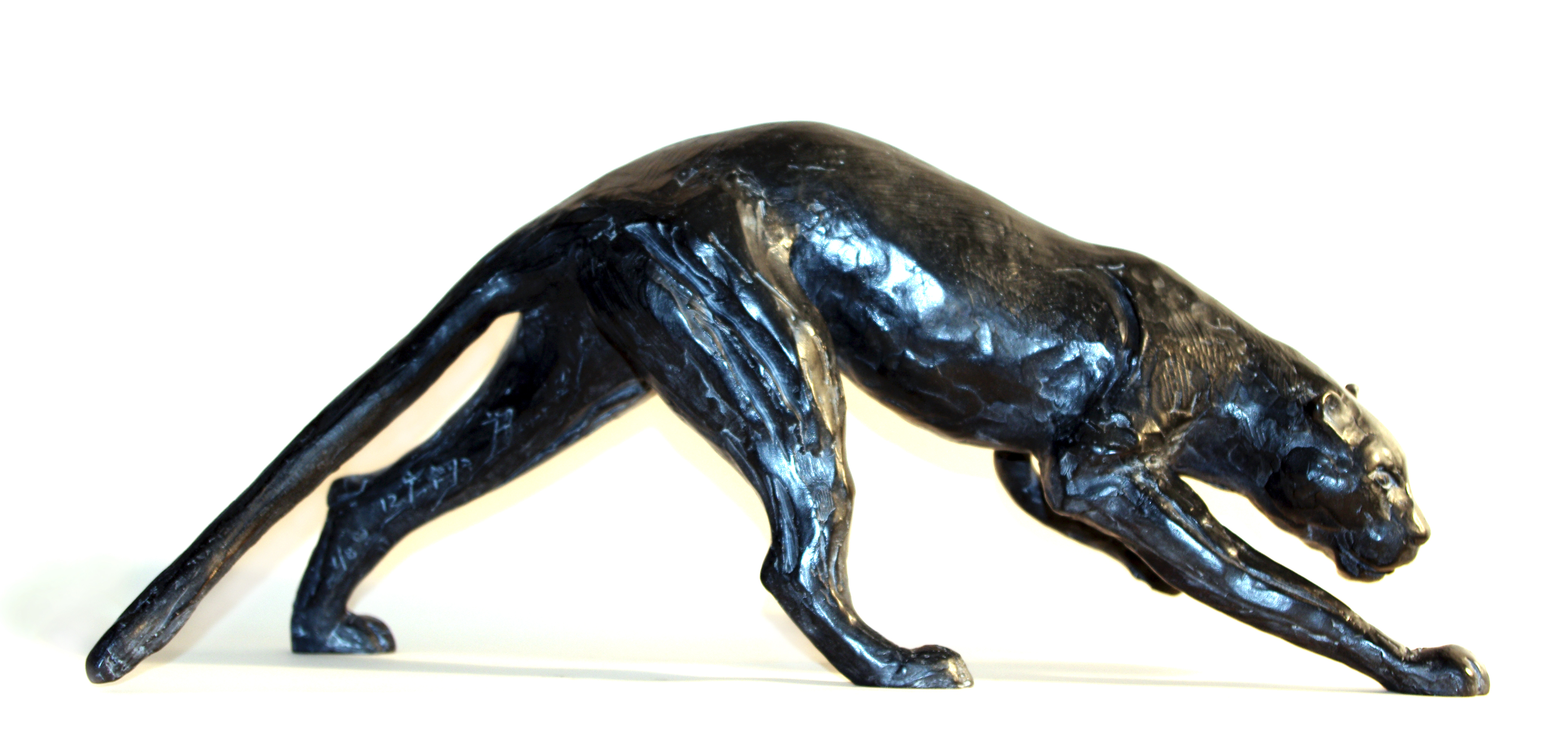
Panthère noire guettant, bronze réalisé par Jorge Borrás.

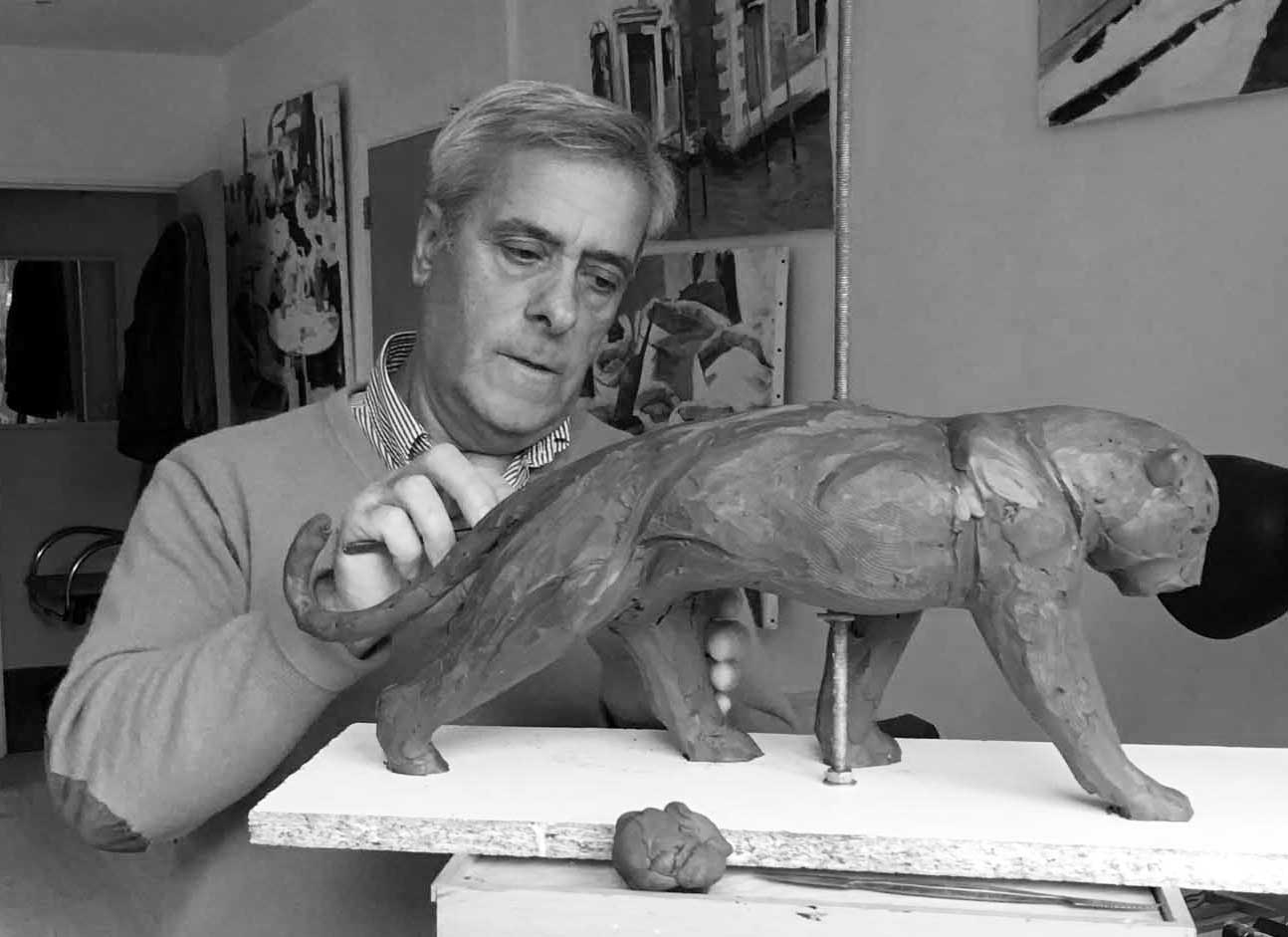
Jorge Borrás réalisant l'oeuvre Panthère marchant.

Jorge Borrás, né le 5 juin 1952 à Benicarló en Espagne, est un peintre, sculpteur, graveur et médailleur. 

## Biographie
Après avoir terminé ses études à l'Académie royale catalane des beaux-arts de Sant Jordi de Barcelone, Jorge Borrás s'installe en France.
Ses œuvres, en particulier ses bronzes, sont vendues dans d’importantes ventes aux enchères essentiellement en France ( Versailles, Drouot, Saint Germain en Laye,Enghien les Bains, etc. le 30 juin 1992 deux bronzes ont été vendus chez Christie's à Londres). Elles sont exposées dans des Salons parisiens tels que : le Salon d'automne, le Salon des artistes français, le Salon des indépendants, les expositions de la Société nationale des beaux-arts, le Salon de l'école française[réf. nécessaire].
Il a reçu la médaille Arts-Sciences-Lettres et est membre de l’Association internationale des arts plastiques (affiliée à l'UNESCO).
Par ailleurs, il réalise une série de médailles et sculptures pour la Monnaie de Paris, et des réalisations diverses telles que le buste du Dr Coll Colomé, monument érigé à Benicarlo (Espagne) et des couvertures d'édition dont le roman de Jean-Marc Roberts L'Ami de Vincent.
L’œuvre de Jorge Borrás est un hommage à la femme[réf. nécessaire]. Ses thèmes de prédilection sont les ballerines et les baigneuses ainsi que la femme dans des attitudes de la vie quotidienne. Les animaux sauvages, certains en voie d'extinction, sont aussi très présents dans l’œuvre de Jorge Borrás, surtout ces dernières années ou, il prend un grand plaisir à saisir l’instant sauvage de ses attitudes.
Passionné de dessin, il commence à peindre à l'âge de dix ans et réalise sa première exposition à l'âge de vingt ans.
A l'École des Beaux-arts de Barcelone il decouvre la sculpture avec Luisa Granero et suit les etudes de peinture et sculpture.
Élève dans la section dessin, du grand maître de la peinture espagnole et portraitiste Francisco Ribera Gomez avec lequel il se lie d'amitié.
Une importante œuvre "Cristo resucitado",(bronze) est visible dans l'Église San Bartolomé à Benicarló (Espagne).
Par décret du Président de la République française du 30 novembre 2019 paru au Journal Officiel du 3 décembre 2019, il est nommé Chevalier dans l'Ordre national du Mérite.

## Expositions
- 1977 : Salon des indépendants[4]
- 2016 : La Celle-Saint-Cloud[5]